# Вілямув (Поддембицький повіт)
Вілямув (пол. Wilamów) — село в Польщі, у гміні Унеюв Поддембицького повіту Лодзинського воєводства.
Населення — 354 особи (2011).
У 1975-1998 роках село належало до Конінського воєводства.

## Демографія
Демографічна структура станом на 31 березня 2011 року:
|          | Загалом | Допрацездатний вік | Працездатний вік | Постпрацездатний вік |
| -------- | ------- | ------------------ | ---------------- | -------------------- |
| Чоловіки | 178     | 34                 | 115              | 29                   |
| Жінки    | 176     | 31                 | 89               | 56                   |
| Разом    | 354     | 65                 | 204              | 85                   |